# Miloslav Stašek
Miloslav Stašek (* 11. listopadu 1971 Plzeň) je český diplomat, v letech 2016 až 2017 náměstek ministra zahraničních věcí ČR, v letech 2017 až 2022 státní tajemník Ministerstva zahraničních věcí, od prosince 2022 velvyslanec ČR v USA.

## Život a kariéra
Miloslav Stašek se narodil v Plzni a v letech 1990–1995 vystudoval Českou zemědělskou univerzitu. V letech 1998 a 1999 pracoval jako referent odborů mezinárodních vztahů, Blízkého východu a Afriky na ministerstvu zahraničí. Mezi lety 1999–2005 pracoval na zastupitelských úřadech v Saúdské Arábii a Kuvajtu, 2005–2006 na ministerstvu jako ředitel Odboru Blízkého východu a Afriky a v letech 2006–2015 jako velvyslanec v Egyptě a Indii. Ředitelem Odboru ekonomické diplomacie byl v letech 2015 a 2016 a poté do roku 2017 náměstkem ministra zahraničních věcí ČR pro ekonomické a provozní záležitosti. V roce 2017 se stal státním tajemníkem ministerstva.
Vláda Andreje Babiše jej nominovala na funkci velvyslance v USA. Pozici zastává od září 2022, vystřídá tak Hynka Kmoníčka. Pověřovací listiny předal do rukou amerického prezidenta v polovině prosince 2022.
Je ženatý a má tři děti. Mluví anglicky a arabsky.